# Бєльцов Георгій Іванович
Георгій Іванович Бєльцо́в (26 червня 1920, Одеса — 20 липня 2009, Веселинове) — український живописець; член Спілки радянських художників України з 1958 року.

## Біографія
Народився 26 червня 1920 року в місті Одесі (нині Україна). Його мати була операційною сестрою, а батько — морським офіцером. Школу закінчив у селі Веселиновому (нині селище міського типу у Миколаївській області). 1938 року вступив в Одеський інститут інженерів морського флоту, який закінчив 1947 року. Упродовж 1947—1951 років навчався в Одеському художньому училищі, де його викладачами були зокрема Леонід Мучник, Олександр Стіліануді, Вячеслав Токарєв, Теофіл Фраєрман. Дипломна робота — картина «Геодезисти».
Протягом 1951—1955 працював в Одеському товаристві художників; з 1955 року — в Одеському відділенні Художнього фонду України; у 1965—1966 роках очолював художню студію при Будинку народної творчості.
Жив в Одесі, в будинку на вулиці Великій Арнаутській, № 1, квартира № 4. Помер у Веселиновому 20 липня 2009 року.

## Творчість
Працював у галузі станкового живопису у жанрах тематичної картини, пейзажу, натюрморту, портрета. Серед робіт:
- «Зима» (1954);
- «Відлига» (1954);
- «Вечір в Україні» («Тихий вечір», 1955);
- «Після роботи» (1957);
- «Перша зелень» (1957, Одеський національний художній музей)[2];
- «Бесіда» (1960, Національний музей у Львові)[2];
- «Телятниці» (1962, Дніпровський художній музей)[2];
- «Земля кличе» (1963);
- «Жіночий портрет» (1964);
- «Серпневе сонце» (1966);
- «Священна земля» (1967, Національний музей у Львові);
- «Гілка яблуні» (1970);
- «Батьки» (1970—1971);
- «Тепло землі» (1972);
- «Мати» (1976);
- «Мрії» (1977);
- «Хлібороби» (1978);
- «Мелодія» (1979);
- «Блакитне небо» («Материнство», 1980);
- «Пам'ять солдата» (1985);
- «Минуле дитинство» (1987).

|                    |                       |                |                   |      |
| Веселинівські хати | Спогади про дитинство | Холодний вечір | Український вечір | Скло |

Автор картин за мотивами творчості Тараса Шевченка:
- «Перебендя» (1960—1961);

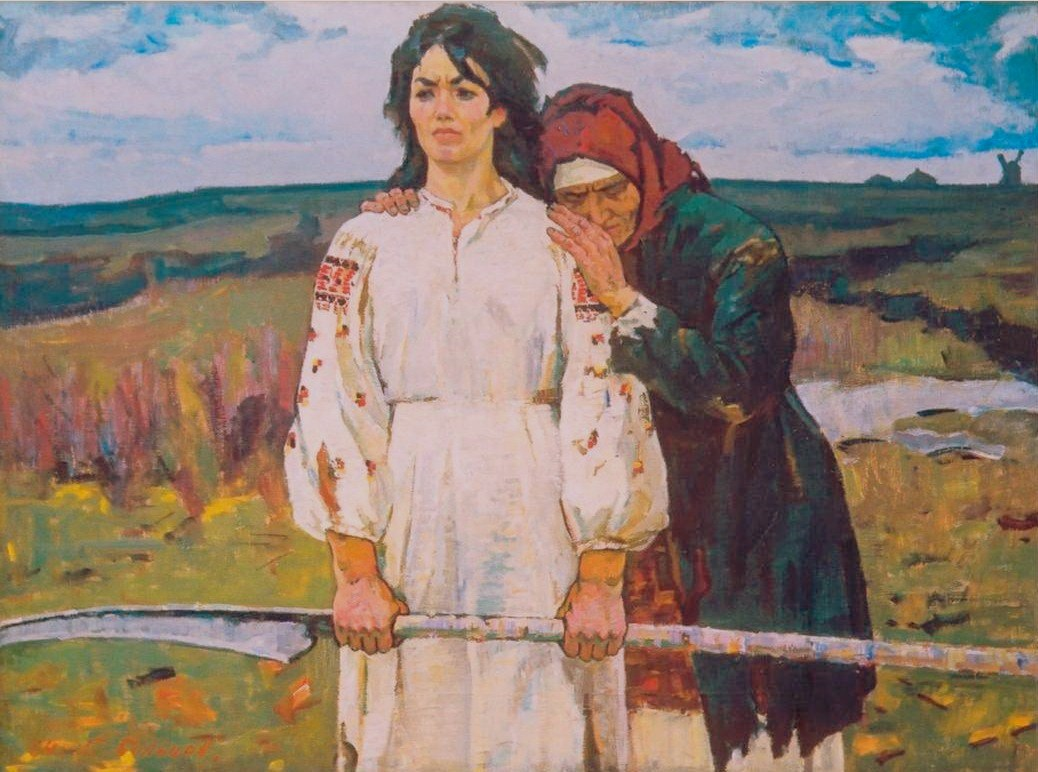
«Оксана».

- «Кобзар» (1962, Сумський художній музей);
- «Оксана» (1964, Одеський національний художній музей).

Займався розписом і реставрацією храмів, зокрема у 1953—1954 роках — печерної церкви преподобного Йова Почаївської лаври. У 1962 році виконав розписи Кіровоградського кафедрального собору; у 1990-ті роки — трапезної Одеського чоловічого монастиря. У 1989—1990 роках написав образи для собору святого Іллі в Одесі.
Брав участь у республіканських виставках з 1952 року, всесоюзних з 1957 року, зарубіжних з 1965 року. Персональні виставки відбулися в Одесі у 1955 і 1981 роках, Києві у 1984 році, пересувна Кременчук—Чернівці—Вінниця у 1984—1985 роках.

## Відзнаки
- Нагороджений дипломом І ступеня Спілки художників СРСР (за картину «Оксана»)[1];
- У 1976 році за внесок у мистецтво нагороджений орденом «Знак Пошани»[1].